# 43790 Фердінандбраун
43790 Фердінандбраун (43790 Ferdinandbraun) — астероїд головного поясу, відкритий 12 жовтня 1990 року.
Тіссеранів параметр щодо Юпітера — 3,595.